# 科尼耶尔
科尼耶尔（法語：Cognières，法語發音：[kɔɲɛʁ]）是法国上索恩省的一个市镇，属于沃苏勒区。

## 地理
科尼耶尔（47°29'29"N, 6°17'36"E）面积3.93 平方千米，位于法国勃艮第-弗朗什-孔泰大區上索恩省，该省份为法国东部内陆省份，北起顺时针与孚日省、贝尔福地区省、杜省、汝拉省、科多尔省和上马恩省接壤。
与科尼耶尔接壤的市镇（或旧市镇、城区）包括：利诺特河畔当皮埃尔、蒙塔涅-塞尔维涅、布昂莱蒙博宗。

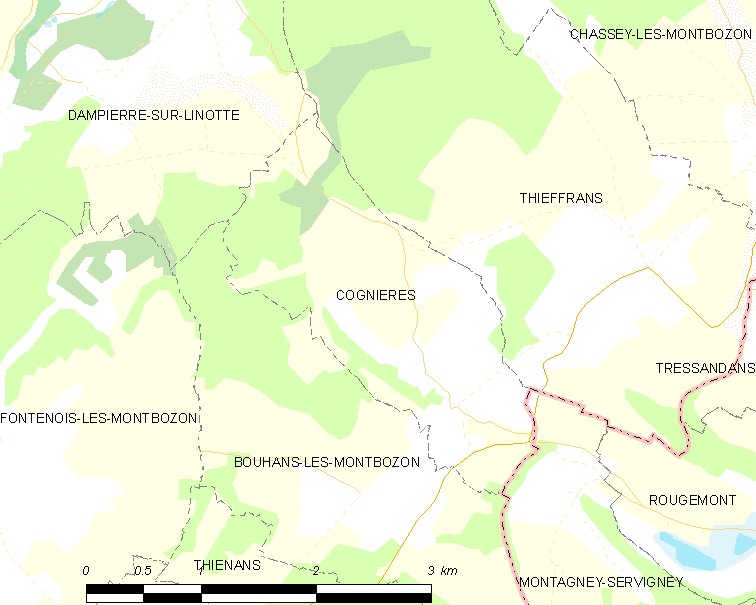
科尼耶尔的OSM定位图

科尼耶尔的时区为UTC+01:00、UTC+02:00（夏令时）。

## 行政
科尼耶尔的邮政编码为70230，INSEE市镇编码为70159。

## 政治
科尼耶尔所属的省级选区为里奥县。

## 人口

1962-2008年间科尼耶尔人口变化图示

科尼耶尔于2022年1月1日时的人口数量为101人。